# POV (пісня)
«POV» (акронім від «точка зору») — пісня американської співачки Аріани Ґранде з її шостого студійного альбому Positions (2020). 23 березня 2021 року вона була випущена на сучасному хіт-радіо в США, і стала третім синглом альбому. 
Після випуску альбому Positions, пісня «POV» дебютувала під сороковим номером у американському Billboard Hot 100, а пізніше досягла 27 місця. Трек також потрапив до топ-20 в чартах Ірландії, Новій Зеландії, Пуерто-Рико, Англії та Великій Британії, а також до першої десятки в чарті Rolling Stone Top 100.
30 квітня 2021 року в честь півріччя альбому Positions на пісню «POV» вийшло танцювальне лірик-відео, режисером якого став режисер X. 21 червня 2021 року було випущено музичне відео з живим виконанням треку, В якому співачка одягнена в чорний топ та штани від українського бренду CULTNAKED.

## Передісторія та композиція
24 жовтня 2020 року Ґранде виклала трек-лист Positions в соціальних мережах. Трек «POV» виявився чотирнадцятою і останньою піснею з альбому.  
«POV» — це R&B -балада зі спокійним аранжуванням у супроводі віолончелі та альта. Вона триває три хвилини двадцять одну секунду і написана в темпі 132 удари на хвилину в тональності Мі-бемоль мажор. Пісня починається звуковими ефектами дощу.  
Лірично трек досліджує ідею обміну місцями з коханою людиною і те, як любов може згладити людські недоліки. Співачка також згадує в пісні про те, як глибоко її розуміє та любить Далтон Гомес, її хлопець (з 2021 року — чоловік), та як він допоміг їй подолати невпевненість та страх знову починати стосунки. 

## Запис
- Голос Аріани був записаний в Champagne Therapy Studios (Лос-Анджелес, Каліфорнія).
- Оркестр записувався в Capitol Recording Studios (Лос-Анджелес, Каліфорнія).
- Зведення відбулося в MixStar Studios (Вірджинія-Біч, Вірджинія).

## Оцінка критиків
Джейсон Ліпшутц з Billboard назвав «POV» найкращою піснею з Positions, охарактеризувавши трек як такий, що «розриває шаблони традиційної R&B-балади», і назвав його «найелегантнішим і, можливо, найкращим треком в її репертуарі на сьогоднішній день». Особливо він похвалив ліричну концепцію пісні.  Джастін Курто з Vulture назвав пісню «однією з найцікавіших в альбомі», вважаючи її «екстатичним фіналом, що представляє весь її діапазон». Кріс ДеВілль із Stereogum написав у своїй рецензії на альбом: «Остання композиція («POV») — це така балада, яку колись заклали Кері та Вітні Г’юстон, і Ґранде довела, що вона гідна спадкоємиця цього стилю». 

## Комерційні показники
Після виходу Positions, пісня «POV» дебютувала на 40-му місці у американському чаті Billboard Hot 100, і стала п’ятим найбільш рейтинговим треком з альбому того тижня.  «POV» також дебютувала на 22-му місці у Billboard Global 200.  Оскільки пісня викликала популярність в Інтернеті, а саме на платформі обміну відео TikTok, вона стабільно залишалася на 45-му місці протягом другого та третього тижня в чарті Hot 100. Після появи на сучасному радіо для дорослих у США, «POV» досягла нового піку —  37-го місця в цьому ж чарті, а пізніше, після випуску відеокліпу, опинилась на 27-ій сходинці.
У випуску від 15 травня 2021 року «POV» увійшов до першої десятки рейтингу американського чарту Mainstream Top 40 під номером 10. Пісня стала третім поспіль хітом у першій десятці з альбому Positions і 19-м синглом Ґранде, що з'явився в чарті.  
У Сполученому Королівстві пісня «POV» дебютувала під номером 22, і стала 29-м записом в топ-40 UK Singles Chart.  Наступного тижня пісня піднялася до нового максимуму —   19 місця.

## Сертифікації
| Регіон                                                      | Сертифікація | Продажі |
| ----------------------------------------------------------- | ------------ | ------- |
| Австралія (ARIA)                                            | Платиновий   | 70 000  |
| Бразилія (ABPD)                                             | Діамантовий  | 160 000 |
| Нова Зеландія (RIANZ)                                       | Платиновий   | 30 000  |
| Норвегія (IFPI Norway)                                      | Золотий      | 30 000  |
| Польща (ZPAV)                                               | Золотий      | 25 000  |
| Португалія (AFP)                                            | Золотий      | 5000    |
| Велика Британія (BPI)                                       | Срібний      | 200 000 |
| продажі+прослуховування, що базуються лише на сертифікаціях |              |         |